# Couhaib Driouech
Couhaib Driouech (Haarlem, 17 april 2002) is een Marokkaans-Nederlands profvoetballer die doorgaans als vleugelaanvaller speelt. Hij verruilde Excelsior in 2024 voor PSV.

## Clubcarrière

### sc Heerenveen
Couhaib Driouech speelde in de jeugd van IJ.V.V. Stormvogels. Sinds 2016 speelt hij in de jeugd van sc Heerenveen. Hij debuteerde voor Heerenveen in de Eredivisie op 12 september 2020, in de met 2-0 gewonnen thuiswedstrijd tegen Willem II. Hij begon in de basis als vervanger van de geblesseerd geraakte Mitchell van Bergen, en werd in de 72e minuut vervangen door Sieben Dewaele. In het begin van het seizoen speelde hij vijf wedstrijden, maar later in het seizoen zat hij niet meer bij de selectie.

### Excelsior
Bij gebrek aan perspectief op speelminuten vertrok hij in 2021 naar Excelsior. Daar maakte hij 3 september zijn debuut voor in de met 5-0 gewonnen wedstrijd tegen FC Den Bosch. Op 24 september scoorde hij tegen Jong PSV (3-0 winst) zijn eerste goal voor Excelsior en in het betaalde voetbal. In 26 competitiewedstrijden kwam Driouech tot drie goals en drie assists, mede waardoor Excelsior via play-offs om promotie kon proberen naar de Eredivisie te gaan. Zowel tegen in de eerste ronde tegen Roda JC als in de halve finale tegen Heracles Almelo was Driouech goed voor een doelpunt, waardoor Excelsior door kon naar de finale, waarin het uiteindelijk via penalty's won van ADO Den Haag.
In de Eredivisie zette Driouech zijn ontwikkeling door en kwam hij in de winterstop van het seizoen 2023/24 in beeld bij PSV, dat een vervanger zocht voor de vertrokken Yorbe Vertessen. Ondanks dat een transfer lange tijd op handen leek, trok Excelsior in de sloturen van de winterse transferperiode toch de stekker uit de onderhandelingen. De Rotterdammers konden niet op tijd een vervanger vinden. Driouech maakte het seizoen af bij Excelsior en degradeerde aan het einde van het seizoen nadat er in de play-offs werd verloren van NAC Breda.

### PSV
In de zomer van 2024 zette Driouech alsnog zijn handtekening onder een contract tot medio 2029 bij PSV.

## Interlandloopbaan

### Marokko onder 23
Driouech, geboren in Nederland, maar heeft zijn roots liggen in Berkane, Marokko. Hij werd in maart 2023 opgeroepen voor de onder 23-elftal van Marokko.
In juni 2023 werd hij opgenomen in de laatste selectie van het nationale team onder 23 voor de U-23 Africa Cup of Nations 2023, georganiseerd door Marokko zelf, waar de Atlas-leeuwen hun eerste titel wonnen en zich kwalificeerden voor de Olympische Zomerspelen van 2024.

## Statistieken
| Seizoen                   | Club           | Competitie     | Competitie | Competitie | Beker | Beker | Internationaal | Internationaal | Overig | Overig | Totaal | Totaal |
| Seizoen                   | Club           | Competitie     | Wed.       | Dlp.       | Wed.  | Dlp.  | Wed.           | Dlp.           | Wed.   | Dlp.   | Wed.   | Dlp.   |
| ------------------------- | -------------- | -------------- | ---------- | ---------- | ----- | ----- | -------------- | -------------- | ------ | ------ | ------ | ------ |
| 2020/21                   | sc Heerenveen  | Eredivisie     | 5          | 0          | 0     | 0     | —              | —              | 0      | 0      | 5      | 0      |
| Club totaal               | Club totaal    | Club totaal    | 5          | 0          | 0     | 0     | 0              | 0              | 0      | 0      | 5      | 0      |
| 2021/22                   | Excelsior      | Eerste divisie | 26         | 3          | 2     | 0     | —              | —              | 5      | 2      | 33     | 5      |
| 2022/23                   | Excelsior      | Eredivisie     | 33         | 3          | 2     | 0     | —              | —              | 0      | 0      | 35     | 3      |
| 2023/24                   | Excelsior      | Eredivisie     | 26         | 6          | 3     | 0     | —              | —              | 4      | 2      | 33     | 8      |
| Club totaal               | Club totaal    | Club totaal    | 85         | 12         | 7     | 0     | 0              | 0              | 9      | 4      | 101    | 16     |
| 2024/25                   | PSV            | Eredivisie     | 2          | 2          | 0     | 0     | 0              | 0              | 0      | 0      | 0      | 0      |
| Club totaal               | Club totaal    | Club totaal    | 0          | 0          | 0     | 0     | 0              | 0              | 0      | 0      | 0      | 0      |
| Carrièretotaal            | Carrièretotaal | Carrièretotaal | 90         | 12         | 7     | 0     | 0              | 0              | 9      | 4      | 106    | 16     |
| Bijgewerkt op 7 juli 2024 |                |                |            |            |       |       |                |                |        |        |        |        |

## Erelijst
| Eredivisie | 1 | 2024/25 |